# Josef Panhuber
Josef Panhuber (* 17. August 1881 in Leopoldschlag; † 18. Juni 1955 in Wien) war ein österreichischer Orgelbauer.

## Leben
Der Sohn des Zollaufsehers Peter Panhuber und dessen Frau Maria, geb. Reiter, erlernte den Orgelbau bei Leopold Breinbauer in Ottensheim und wollte ursprünglich auch dessen Betrieb übernehmen. Als jedoch Leopold Breinbauer 1920 verstarb, wurde dessen Betrieb 1921 von Wilhelm Zika sen. (1872–1955) übernommen und in weiterer Folge von Helmut Kögler als „OÖ. Orgelbauanstalt“ fortgeführt. Josef Panhuber war zwischen 1921 und 1950 in Ottensheim und Wien als Orgelbauer tätig. In den 1930er-Jahren musste er zwischenzeitig Konkurs anmelden. Seine Arbeiten sind heute jedoch noch in verschiedenen Kirchen erhalten und zeugen von seinem handwerklichen Können.
Josef Panhuber war von 1910 bis zu ihrem Tod 1934 mit Maria, geb. Dengler, verheiratet und hatte mit ihr vier Söhne. Er starb 1955 in Wien-Neubau und wurde auf dem Jedleseer Friedhof beigesetzt.

## Werke
| Jahr | Ort                       | Gebäude                               | Bild | Manuale | Register | Bemerkungen                                                                            |
| ---- | ------------------------- | ------------------------------------- | ---- | ------- | -------- | -------------------------------------------------------------------------------------- |
| 1922 | Aurach am Hongar          | Pfarrkirche Aurach am Hongar          |      |         |          | nicht erhalten, seit 1959 Orgel von Johann Pirchner                                    |
| 1927 | Altenfelden               | Pfarrkirche Altenfelden               |      | II/P    | 18       | nicht erhalten, seit 1991 Orgel von OÖ Orgelbauanstalt                                 |
| 1927 | Arbing OÖ                 | Pfarrkirche Arbing                    |      | I/P     | 9        | Ersatz der Prospektpfeifen durch Josef Panhuber                                        |
| 1927 | Neumarkt im Hausruckkreis | Pfarrkirche Neumarkt im Hausruckkreis |      | II/P    | 17       |                                                                                        |
| 1927 | Winklarn                  | Pfarrkirche Winklarn                  |      | I/P     | 9        | Gehäuse aus 1840                                                                       |
| 1928 | Stetteldorf am Wagram     | Pfarrkirche Stetteldorf am Wagram     |      | II/P    | 20       | mit teilweiser Verwendung des alten Gehäuses                                           |
| 1930 | Königstetten              | Pfarrkirche Königstetten              |      | II/P    | 16       | nicht erhalten, Gehäuse aus 1820, Neubau 1980 durch Herbert Gollini                    |
| 1930 | Schweiggers               | Pfarrkirche Schweiggers               |      | II/P    | 12       | nicht erhalten, seit 1975 Orgel von Gregor Hradetzky                                   |
| 1931 | Wien-Ottakring            | Alt-Ottakringer Pfarrkirche           |      | III/P   | 40       | nicht erhalten                                                                         |
| 1931 | Melk                      | Stift Melk                            |      | III/P   | 43       | nicht erhalten, seit 1970 Orgel von Gregor Hradetzky                                   |
| 1931 | Weidling                  | Weidlinger Pfarrkirche                |      | II/P    | 12       | nicht erhalten, seit 1999 Orgel von Orgelbau Eisenbarth                                |
| 1931 | Oberkreuzstetten          | Pfarrkirche Oberkreuzstetten          |      | I/P     | 6        | [ 6 ]                                                                                  |
| 1932 | Riedenthal                | Filialkirche Riedenthal               |      | I/P     | 7        | [ 7 ]                                                                                  |
| 1933 | Wien-Ottakring            | Heilig-Geist-Kirche (Wien)            |      | II/P    | 29       | nicht erhalten, 19 Register in die 1981 durch Herbert Gollini erbaute Orgel übernommen |
| 1933 | Schleinbach               | Pfarrkirche Schleinbach               |      | I/P     | 8        | nicht erhalten, seit 1970 Orgel von Rudolf Novak                                       |
| 1934 | Auersthal                 | Pfarrkirche Auersthal                 |      | II/P    | 20       |                                                                                        |
| 1942 | Kogl im Burgenland        | Pfarrkirche Kogl                      |      | I/P     | 7        |                                                                                        |